# Dyskografia Mai Kuraki
Dyskografia Mai Kuraki – japońskiej piosenkarki.

## Albumy

### Albumy studyjne
| Rok  | Dane dot. albumu | Najwyższa pozycja | Najwyższa pozycja | Sprzedaż        | Certyfikaty |
| Rok  | Dane dot. albumu | JPN               | JPN Billboard Hot | Sprzedaż        | Certyfikaty |
| ---- | --- | ----------------- | ----------------- | --------------- | ----------- |
| 2000 | delicious way - Wydany: 28 czerwca 2000 - Wytwórnia: Giza Studio (GZCA-1039) - Format: CD                             | 1                 |                   | JPN: 3 530 420+ | 3× Milion   |
| 2001 | Perfect Crime - Wydany: 4 lipca 2001 - Wytwórnia: Giza Studio (GZCA-5001) - Format: CD                                | 1                 | JPN: 1 319 970+   | Milion          |             |
| 2002 | FAIRY TALE - Wydany: 23 października 2002 - Wytwórnia: Giza Studio (GZCA-5021) - Format: CD                           | 1                 | JPN: 730 580+     | 3× Platynowa    |             |
| 2003 | If I Believe - Wydany: 9 lipca 2003 - Wytwórnia: Giza Studio (GZCA-5031) - Format: CD                                 | 1                 | JPN: 444 536+     | 2× Platynowa    |             |
| 2005 | FUSE OF LOVE - Wydany:24 sierpnia 2005 - Wytwórnia: Giza Studio (GZCA-5070) - Format: CD, digital download            | 3                 | JPN: 185 350+     | Złota           |             |
| 2006 | DIAMOND WAVE - Wydany: 2 sierpnia 2006 - Wytwórnia: Giza Studio - Format: CD, digital download                        | 3                 | JPN: 132 476+     | Złota           |             |
| 2008 | ONE LIFE - Wydany: 1 stycznia 2008 - Wytwórnia: Northern Music - Format: CD, digital download                         | 14                | JPN: 89 017+      | Złota           |             |
| 2009 | touch Me! - Wydany: 21 stycznia 2009 - Wytwórnia: Northern Music - Format: CD, digital download                       | 1                 | JPN: 90 305+      | Złota           |             |
| 2010 | FUTURE KISS - Wydany: 17 listopada 2010 - Wytwórnia: Northern Music - Format: CD, digital download                    | 3                 | JPN: 65 179+      |                 |             |
| 2012 | OVER THE RAINBOW - Wydany: 11 stycznia 2012 - Wytwórnia: Northern Music - Format: CD, digital download                | 2                 | JPN: 49 998+      |                 |             |
| 2017 | Smile - Wydany: 15 lutego 2017 - Wytwórnia: Northern Music - Format: CD, digital download                             | 4                 | 7                 | JPN: 29 716+    |             |
| 2018 | Kimi omou ~Shunkashūtō~ - Wydany: 10 października 2018 - Wytwórnia: Northern Music - Format: CD, digital download     | 3                 | 4                 | JPN: 29 608+    |             |
| 2019 | Let’s GOAL! ~Barairo no jinsei~ - Wydany: 14 sierpnia 2019 - Wytwórnia: Northern Music - Format: CD, digital download | 3                 | 5                 | JPN: 29 451+.   |             |

### Kompilacje
| Rok  | Dane dot. albumu | Najwyższa pozycja | Sprzedaż      | Certyfikaty |
| Rok  | Dane dot. albumu | JPN               | Sprzedaż      | Certyfikaty |
| ---- | --- | ----------------- | ------------- | ----------- |
| 2004 | Wish You the Best - Wydany: 1 stycznia 2004 - Wytwórnia: Northern Music - Format: CD                                                                                                   | 1                 | JPN: 956 162+ | Milion      |
| 2009 | ALL MY BEST - Wydany: 9 września 2009 - Wytwórnia: Northern Music - Format: CD+DVD, CD, microSD, USB, MD, kaseta magnetofonowa, LP album                                               | 1                 | JPN: 257 127+ | Platynowa   |
| 2014 | Mai Kuraki BEST 151A -LOVE & HOPE- - Wydany: 12 listopada 2014 - Wytwórnia: Northern Music - Format: 2CD, 2CD+DVD, digital download                                                    | 2                 | JPN: 67 308+  | Złota       |
| 2017 | Kuraki Mai × Meitantei Conan COLLABORATION BEST 21 -Shinjitsu wa itsumo uta ni aru!- - Wydany: 25 października 2017 - Wytwórnia: Northern Music - Format: CD, CD+DVD, digital download | 4                 | JPN: 78 044+  |             |
| 2019 | Mai Kuraki Single Collection ~Chance for you~ - Wydany: 25 grudnia 2019 - Wytwórnia: Northern Music - Format: CD, CD+DVD, digital download                                             | 6                 | JPN: 28 447+  |             |

## Single
| Rok                                            | Tytuł                                                                             | Najwyższa pozycja | Najwyższa pozycja | Sprzedaż                   | Certyfikaty RIAJ         |
| Rok                                            | Tytuł                                                                             | JPN (Oricon)      | JPN (Hot 100)     | Sprzedaż                   | Certyfikaty RIAJ         |
| ---------------------------------------------- | --------------------------------------------------------------------------------- | ----------------- | ----------------- | -------------------------- | ------------------------ |
| 1999                                           | Love, Day After Tomorrow                                                          | 2                 | 63                | 1 385 190 100 000+ (cyfr.) | - Milion - Złoty (cyfr.) |
| 2000                                           | Stay by my side                                                                   | 1                 | –                 | 922 140                    | - Milion                 |
| 2000                                           | Secret of my heart                                                                | 2                 | –                 | 968 980 100 000+ (cyfr.)   | - Milion - Złoty (cyfr.) |
| 2000                                           | NEVER GONNA GIVE YOU UP                                                           | 2                 | –                 | 434 250                    | - Platynowy              |
| 2000                                           | Simply Wonderful                                                                  | 2                 | –                 | 384 820                    | - Platynowy              |
| 2000                                           | Reach for the sky                                                                 | 3                 | –                 | 468 320                    | - 2× Platynowy           |
| 2001                                           | Tsumetai umi/Start in my life                                                     | 2                 | –                 | 356 310                    | - Platynowy              |
| 2001                                           | Stand Up                                                                          | 2                 | –                 | 475 910                    | - 2× Platynowy           |
| 2001                                           | always                                                                            | 2                 | –                 | 219 940                    | - Platynowy              |
| 2001                                           | Can’t Forget Your Love/Perfect Crime: Single Edit                                 | 2                 | –                 | 180 040                    | - Złoty                  |
| 2002                                           | Winter Bells                                                                      | 1                 | –                 | 258 310                    | - Platynowy              |
| 2002                                           | Feel fine!                                                                        | 2                 | –                 | 451 500                    | - 2× Platynowy           |
| 2002                                           | Like a star in the night                                                          | 2                 | –                 | 119 550                    | - Złoty                  |
| 2002                                           | Make my day                                                                       | 2                 | –                 | 107 899                    | - Złoty                  |
| 2003                                           | Time After Time (Hana Mau Machi de)                                               | 3                 | 100               | 144 461                    | - Złoty                  |
| 2003                                           | Kiss                                                                              | 3                 | –                 | 112 092                    | - Złoty                  |
| 2003                                           | Kaze no La La La                                                                  | 3                 | –                 | 96 198                     | - Złoty                  |
| 2004                                           | Ashita e kakeru hashi                                                             | 3                 | –                 | 90 588                     | - Złoty                  |
| 2005                                           | Love,needing                                                                      | 5                 | –                 | 69 067                     | - Złoty                  |
| 2005                                           | Dancing                                                                           | 5                 | –                 | 56 682                     | - Złoty                  |
| 2005                                           | P.S♡MY SUNSHINE                                                                   | 8                 | –                 | 41 936                     |                          |
| 2005                                           | Growing of my heart                                                               | 7                 | –                 | 62 299                     |                          |
| 2006                                           | Best of Hero                                                                      | 5                 | –                 | 57 741                     |                          |
| 2006                                           | Diamond Wave                                                                      | 7                 | –                 | 30 977                     |                          |
| 2006                                           | Shiroi yuki                                                                       | 4                 | –                 | 43 721                     |                          |
| 2007                                           | Season of love                                                                    | 6                 | –                 | 30 597                     |                          |
| 2007                                           | Silent love ~open my heart~/BE WITH Ü                                             | 9                 | –                 | 30 625                     |                          |
| 2008                                           | Yume ga saku haru/You and Music and Dream                                         | 5                 | 12                | 28 881                     |                          |
| 2008                                           | Ichibyōgoto ni Love for you                                                       | 7                 | 18                | 29 640                     |                          |
| 2008                                           | 24 Xmas time                                                                      | 7                 | 7                 | 26 586                     |                          |
| 2009                                           | Puzzle/Revive                                                                     | 3                 | 6/55              | 48 328                     |                          |
| 2009                                           | Beautiful                                                                         | 2                 | 5                 | 36 434                     |                          |
| 2010                                           | Eien yori nagaku/Drive me crazy                                                   | 4                 | 6                 | 30 024                     |                          |
| 2010                                           | SUMMER TIME GONE                                                                  | 4                 | 8                 | 33 378                     |                          |
| 2011                                           | 1000 mankai no kiss                                                               | 4                 | 9                 | 25 013                     |                          |
| 2011                                           | Mō ichido                                                                         | 7                 | 29                | 23 430                     |                          |
| 2011                                           | Your Best Friend                                                                  | 6                 | 10                | 20 239                     |                          |
| 2011                                           | Strong Heart (singel DVD)                                                         | 4                 | 63                | 18 572                     |                          |
| 2012                                           | Koi ni koishite/Special morning day to you                                        | 7                 | 13                | 21 970                     |                          |
| 2013                                           | TRY AGAIN                                                                         | 7                 | 9                 | 20 237                     |                          |
| 2014                                           | Wake me up (singel DVD)                                                           | 2                 | 75                | 12 384                     |                          |
| 2014                                           | Muteki na Heart/STAND BY YOU                                                      | 5                 | 6                 | 29 517                     |                          |
| 2015                                           | Serendipity (cyfrowy)                                                             | –                 | –                 |                            |                          |
| 2016                                           | SAWAGE☆LIFE (cyfrowy)                                                             | –                 | –                 | 6000                       |                          |
| 2017                                           | YESTERDAY LOVE (singel DVD/Blu-ray)                                               | 6                 | –                 |                            |                          |
| 2017                                           | Togetsukyō (Kimi omou)                                                            | 5                 | 2                 | 76 305 250 000+ (cyfr.)    | - Platynowy (cyfr.)      |
| 2018                                           | WE ARE HAPPY WOMEN (cyfrowy)                                                      | –                 | –                 |                            |                          |
| 2018                                           | Do it! (cyfrowy)                                                                  | –                 | –                 |                            |                          |
| 2018                                           | Light Up My Life (cyfrowy)                                                        | –                 | –                 |                            |                          |
| 2018                                           | Koyoi wa yume o misasete (cyfrowy)                                                | –                 | –                 |                            |                          |
| 2019                                           | Kimi to koi no mama de owarenai itsumo yume no mama ja irarenai/Barairo no jinsei | 4                 | –                 | 37 478                     |                          |
| 2021                                           | ZERO kara hajimete (singel DVD)                                                   | 1                 |                   |                            |                          |
| 2021                                           | Can you feel my heart (cyfrowy)                                                   | –                 | –                 |                            |                          |
| "–" oznacza, że wydawnictwo nie było notowane. |                                                                                   |                   |                   |                            |                          |

## Wideo
- FIRST CUT (VHS, DVD; 8 listopada 2000)
- Mai Kuraki & Experience First Live 2001 in Zepp Osaka (VHS; 19 września 2001)
- Mai Kuraki & Experience First Live Tour 2001 ETERNAL MOMENT (VHS, DVD; 21 listopada 2002)
- Mai Kuraki “Loving You...” Tour 2002 Final 2.27 YOKOHAMA ARENA (VHS; 3 kwietnia 2002)
- Mai Kuraki “Loving You...” Tour 2002 Complete Edition (DVD; 15 maja 2002)
- My Reflection (DVD; 7 stycznia 2004)
- Mai Kuraki 5th Anniversary Edition Grow, Step by Step (DVD; 5 stycznia 2005)
- Mai Kuraki Live Tour 2005: LIKE A FUSE OF LIVE and Tour Documentary of “chance for you” (DVD; 22 lutego 2006)
- Brilliant Cut ~Mai Kuraki Live & Document~ (DVD; 22 sierpnia 2007)
- Mai Kuraki Live Tour 2008 “touch Me!” (DVD; 6 maja 2009)
- 10TH ANNIVERSARY MAI KURAKI LIVE TOUR "BEST" (DVD; 23 grudnia 2009)
- HAPPY HAPPY HALLOWEEN LIVE 2010 (DVD; 19 października 2011)
- Mai Kuraki Premium Live One for all, All for one (DVD; 14 marca 2012)
- Mai Kuraki Live Tour 2012 ~OVER THE RAINBOW~ (DVD; 15 sierpnia 2012)